# Seseli subaphyllum
Seseli subaphyllum är en flockblommig växtart som beskrevs av Jevgenij Korovin. Seseli subaphyllum ingår i släktet säfferötter, och familjen flockblommiga växter. Inga underarter finns listade i Catalogue of Life.